# Madagascar 2
Pour les articles homonymes, voir Madagascar (homonymie) et Madagascar 2 (jeu vidéo).
Série Madagascar
Madagascar
(2005) Madagascar 3 : Bons baisers d'Europe
(2012)
Pour plus de détails, voir Fiche technique et Distribution.
Madagascar 2, ou Madagascar 2 : La Grande Évasion au Québec (Madagascar: Escape 2 Africa), est un film d'animation comique américain réalisé par Eric Darnell et Tom McGrath, sorti à noël 2008.
Suite de Madagascar (2005), il sera lui-même suivi par Madagascar 3 : Bons baisers d'Europe (2012).
Sortie quelques mois après le décès de Bernie Mac, interprète de Zuba, le film lui est dédié.

## Synopsis
Dans le film précédent, Alex le lion, Marty le zèbre, Melman la girafe et Gloria l'hippopotame, assuraient des représentations très populaires au zoo de Central Park, vivant comme des vedettes hollywoodiennes. Attiré par la vie sauvage, Marty le zèbre tenta de s'échapper, ce qui conduisit les autorités à vouloir rendre ces animaux à la vie sauvage, au Kenya. Mais ils échouèrent sur l'île de Madagascar, faisant ainsi la connaissance de la faune indigène composée des sympathiques lémuriens et de leurs féroces prédateurs: les fossas.
Des années plus tôt, en Afrique, Zuba, grand chef de la savane, apprend à son fils Alakay à devenir le mâle dominant. Makunga, un autre lion de la savane, est jaloux du roi et veut se battre contre Zuba. Zuba accepte et demande à son fils de le regarder mais ce dernier est attiré par une corde, qui est un piège d'un chasseur. Le chasseur l'enferme dans une boîte. Pendant ce temps, Zuba, triomphant de Makunga, cherche son fils et entend crier « Papa ». Zuba se met à poursuivre le camion des chasseurs mais il se fait toucher par une balle de fusil à l'oreille. Il continue de poursuivre le camion mais ne remarque pas que la boîte s'est échappée et est tombée dans un fleuve. Alakay reste alors enfermé dans la boîte seul et triste. Il atterrit ensuite à New York et est confié au zoo de Central Park. Grâce à ses talents de danseur, Alakay devient Alex la star du zoo.
Nous retrouvons les anciens pensionnaires du zoo de New York qui tentent de quitter l'île de Madagascar accompagnés de King Julian, Maurice (et sans le vouloir) Morty, après réparation de l'épave d'un vieil avion par les pingouins, pour retourner chez eux. Mais voilà, ils atterrissent en catastrophe en pleine savane africaine ! Alex retrouve sa famille, Marty s'intègre avec un troupeau d'autres zèbres qui lui ressemblent. Melman est affligé que la réserve n'ait pas de médecins, alors les autres girafes le nomment leur sorcier guérisseur. À la recherche de romance, Gloria attire l'attention de l'hippopotame masculin Moto Moto.
Pendant ce temps, les pingouins se sont mis à réparer l'avion, assistés par de nombreux chimpanzés recrutés par Mason et Phil. Ils volent des véhicules à plusieurs groupes de New-Yorkais qui sont en safari et les dépouillent pour des pièces. Nana, une vieille femme dure qui a giflé Alex pendant les événements du premier film, prend en charge les touristes bloqués et les aide à survivre dans le désert.
L'excitation des animaux du zoo se transforme bientôt en déception. Dans un plan visant à évincer Zuba en tant que mâle dominant, Makunga insiste pour qu'Alex accomplisse un rite de passage qu'Alex prend à tort pour un concours de talents alors qu'il s'agit en fait d'un concours de combat, et Makunga lui ayant conseillé de choisir le lion le plus fort comme adversaire, cela entraîne la défaite humiliante d'Alex. Face au devoir de bannir son fils, Zuba renonce à son titre en tant que mâle dominant et Makunga prend le relais. Pendant ce temps, Marty est déprimé par la prise de conscience que les autres zèbres peuvent faire tout ce qu'il peut, croyant qu'il n'est plus unique. Melman en vient à croire qu'il est mortellement malade, et l'intérêt de Gloria pour Moto Moto l'attriste puisqu'il l'aime secrètement depuis longtemps. Les quatre amis se disputent houleusement. Gloria a un rendez-vous avec Moto Moto, mais perd de l'intérêt lorsqu'elle se rend compte qu'il n'est attiré par elle qu'à cause de sa taille. Après un discours d'encouragement de King Julian, Melman révèle enfin ses sentiments pour Gloria.
Le lendemain, les animaux paniquent lorsque le point d'eau se dessèche. Déterminé à se racheter, Alex quitte la réserve pour enquêter sur la disparition de l’eau avec Marty. King Julian suggère d’offrir un sacrifice au volcan pour restaurer l'eau. Melman, abandonné et croyant qu'il est en train de mourir, se porte volontaire pour être sacrifié. Gloria l'empêche de sauter dans le volcan et se rend compte qu'il l'aime plus que son apparence et Melman découvre que sa maladie mortelle était imaginaire. Alex et Marty découvrent que les New-Yorkais bloqués ont construit un camp et construit un barrage sur la rivière. Les deux amis sont repérés et attaqués par les touristes : Alex est capturé mais Marty parvient à s'enfuir. Zuba se précipite à son secours, mais Alex les sauve tous les deux en dansant pour les touristes, qui se souviennent affectueusement de lui. Marty, Melman, Gloria, les pingouins et les chimpanzés (après avoir réglé une frappe des chimpanzés) arrivent dans l'avion réparé et aident Alex à détruire le barrage, en rétablissant l'eau. Toutefois Makunga annonce à Alex que, malgré son exploit, son bannissement n'est pas annulé ce à quoi Alex répond en lui offrant le sac à main de Nana qu'ils ont ramené avec eux. Cette dernière fait passer un mauvais quart d'heure à Makunga et repart avec lui.
Zuba offre à Alex le titre de mâle dominant, mais il refuse croyant que le titre appartient à son père. Zuba affirme que le titre leur appartient à tous les deux, et que le père et le fils deviennent co-leaders.
Commandant épouse une poupée hawaïenne de l'avion, et lui, les autres pingouins et les chimpanzés se dirigent pour une lune de miel à Monte-Carlo tandis qu'Alex, Marty, Melman, Gloria et les lémuriens décident de rester dans la réserve pendant un certain temps.

## Fiche technique
Sauf indication contraire, les informations mentionnées dans cette section peuvent être confirmées par la base de données cinématographiques IMDb,  présente dans la section « Liens externes ».
- Titre original : Madagascar: Escape 2 Africa
- Titre français : Madagascar 2
- Titre québécois : Madagascar 2 : La Grande Évasion
- Réalisation : Eric Darnell et Tom McGrath
- Scénario : Etan Cohen, Eric Darnell et Tom McGrath
- Direction artistique : Shannon Jeffries
- Décors : Kendal Cronkhite
- Montage : Mark A. Hester et H. Lee Peterson
- Musique : Hans Zimmer
- Son : James Bolt
- Production : Mireille Soria et Mark Swift
- Sociétés de production : DreamWorks Animation et Pacific Data Images
- Société de distribution : Paramount Pictures
- Budget : 150 000 000 $[2]
- Pays d’origine :  États-Unis
- Langue originale : anglais
- Format : couleur - 1,85:1 - 65 mm - Dolby Digital / DTS / SDDS
- Genre : animation
- Durée : 89 minutes
- Dates de sortie :
  - États-Unis : 7 novembre 2008
  - Belgique, France : 9 décembre 2008
- Classification :
  - France : tous publics[3]

## Distribution

Galerie photo des acteurs
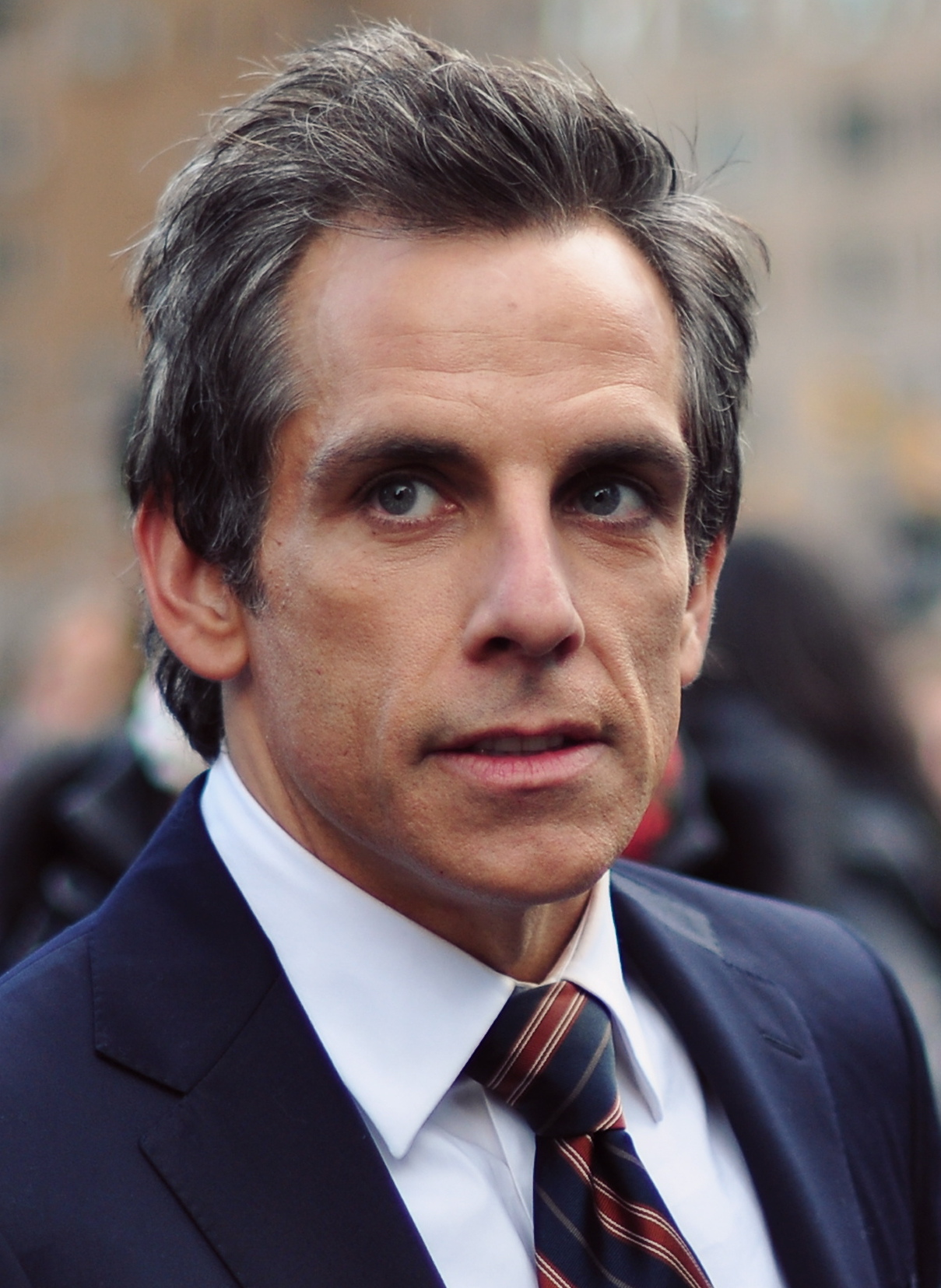
Ben Stiller
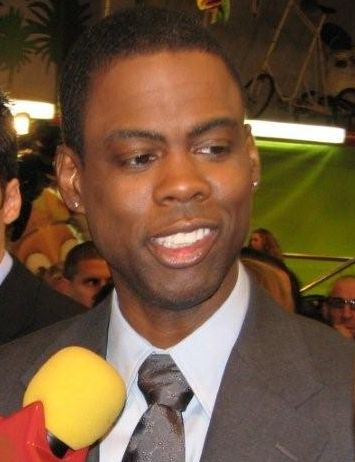
Chris Rock
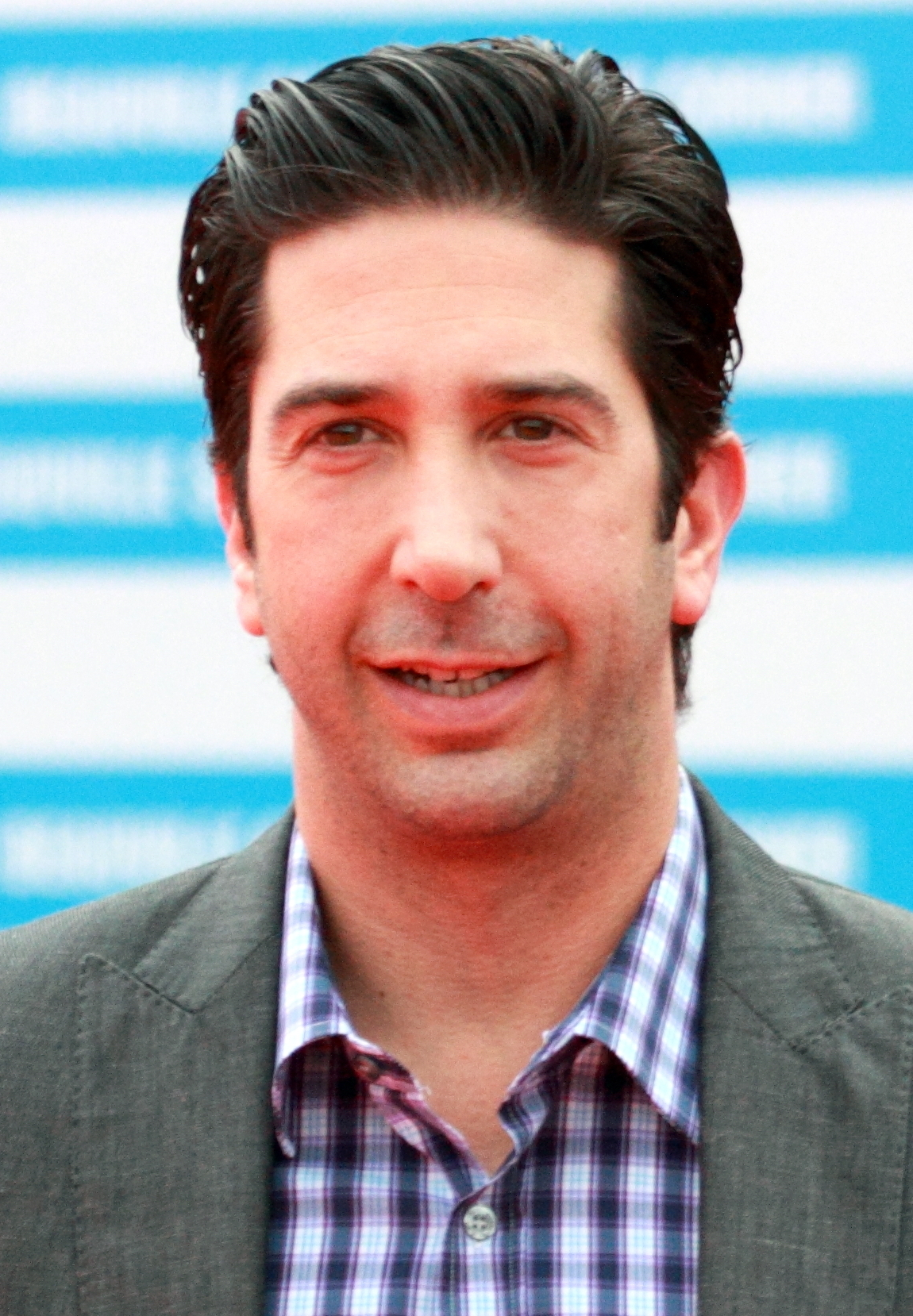
David Schwimmer
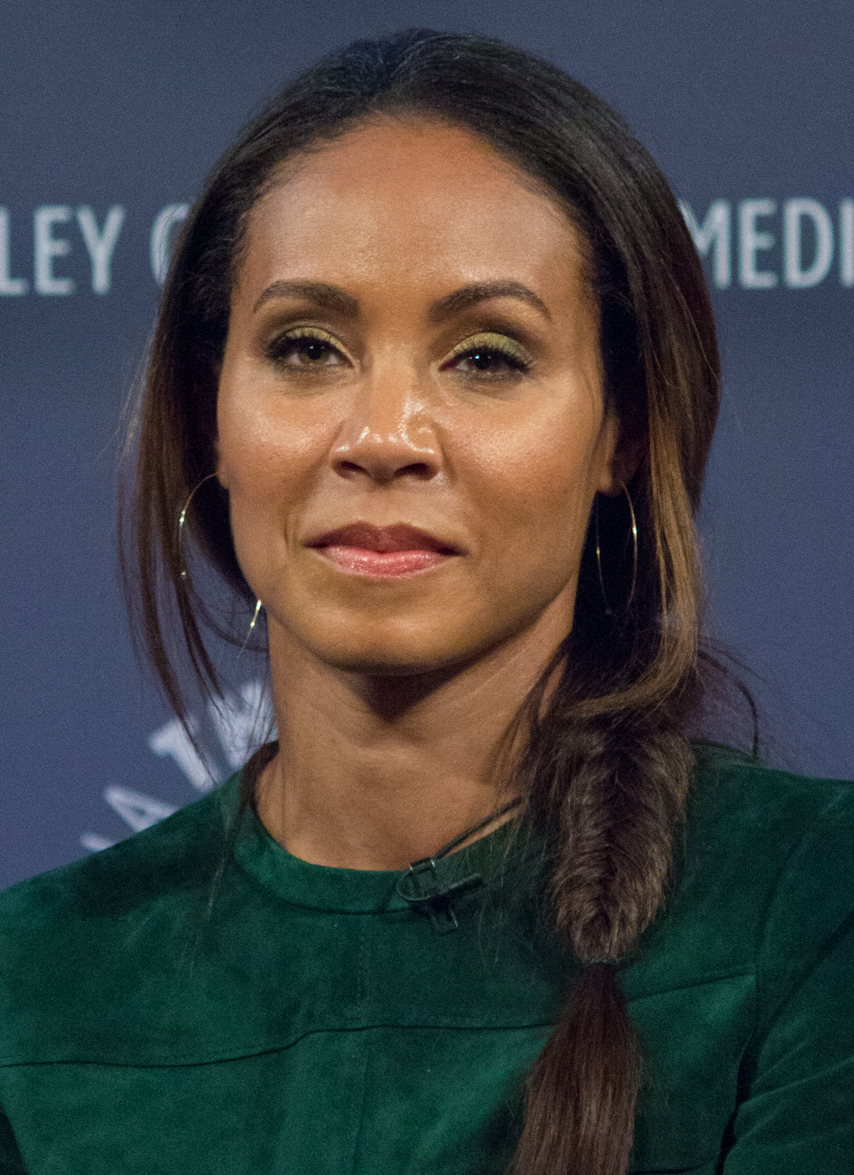
Jada Pinkett Smith
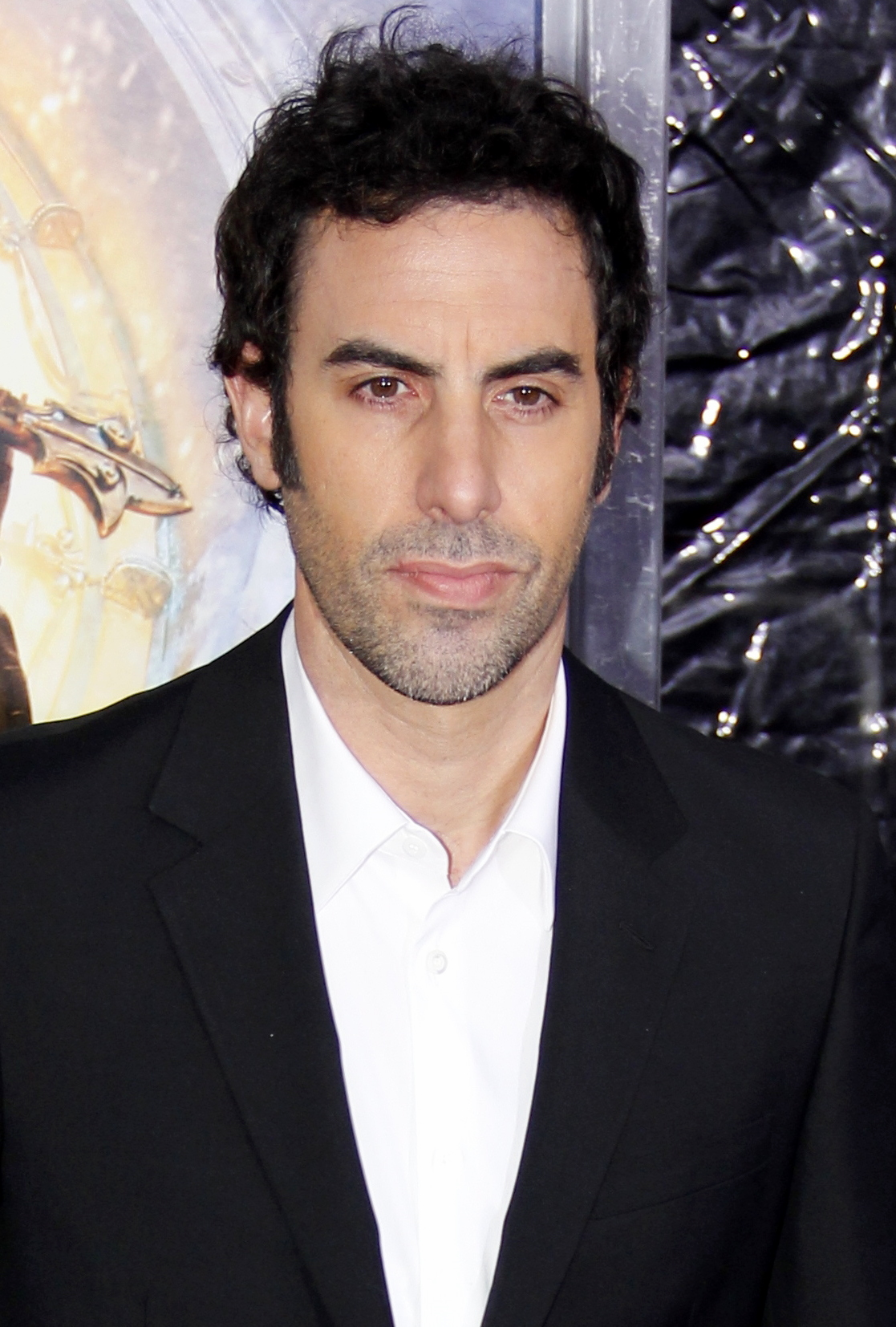
Sacha Baron Cohen
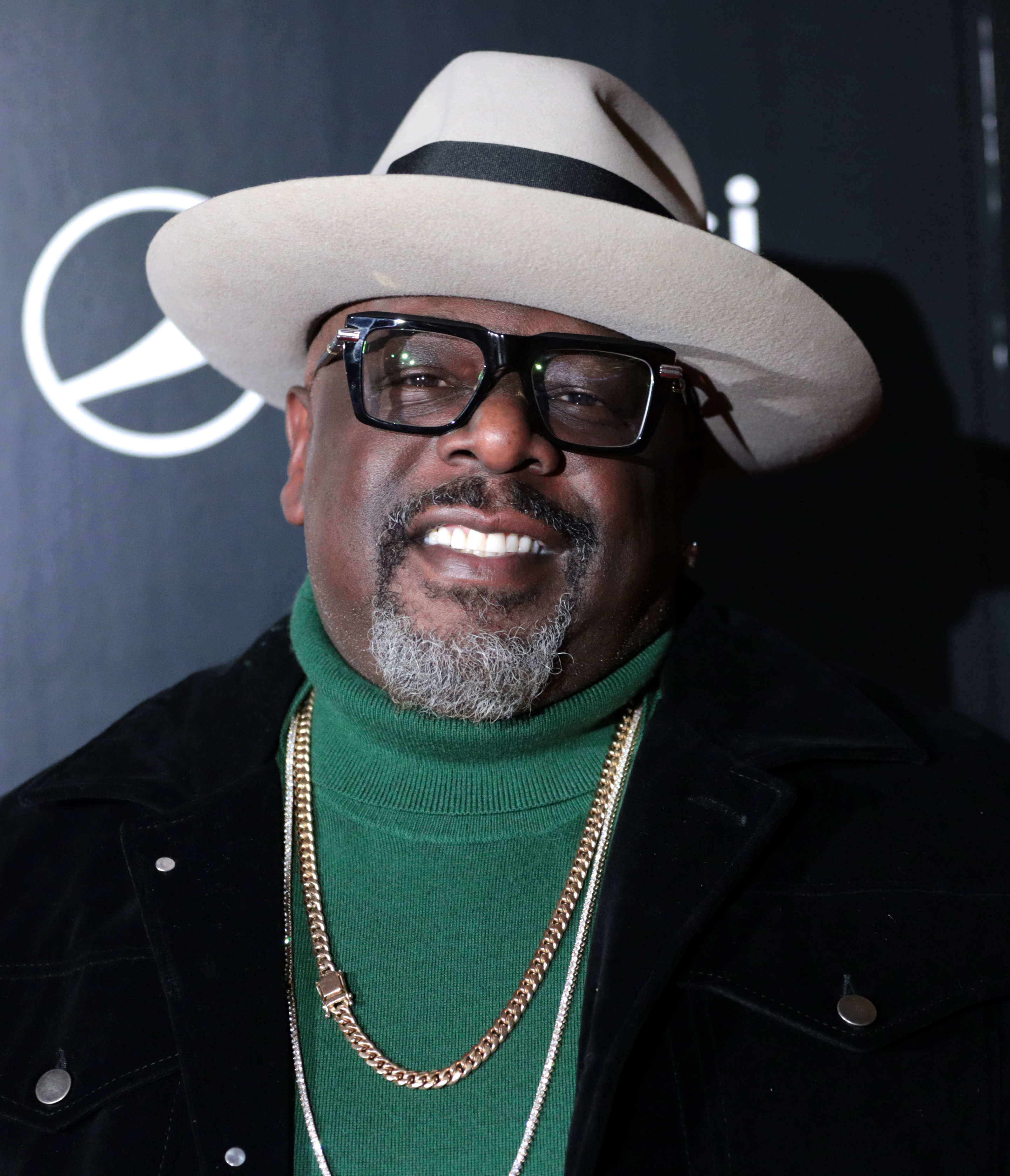
Cedric the Entertainer
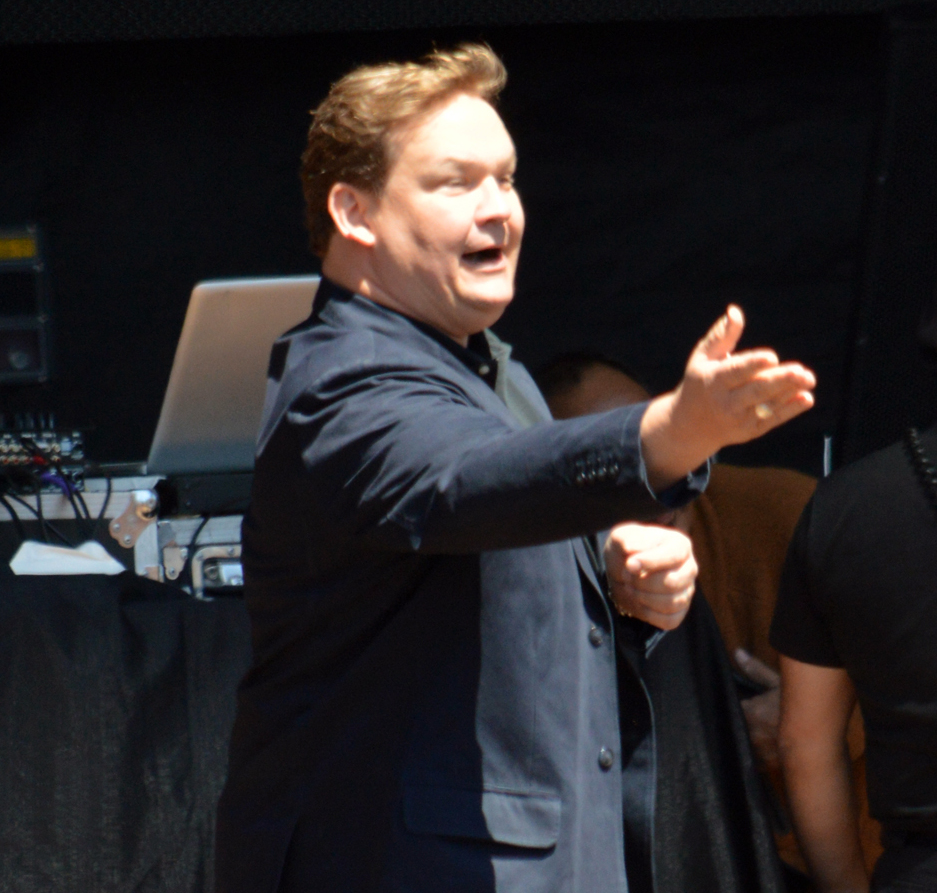
Andy Richter
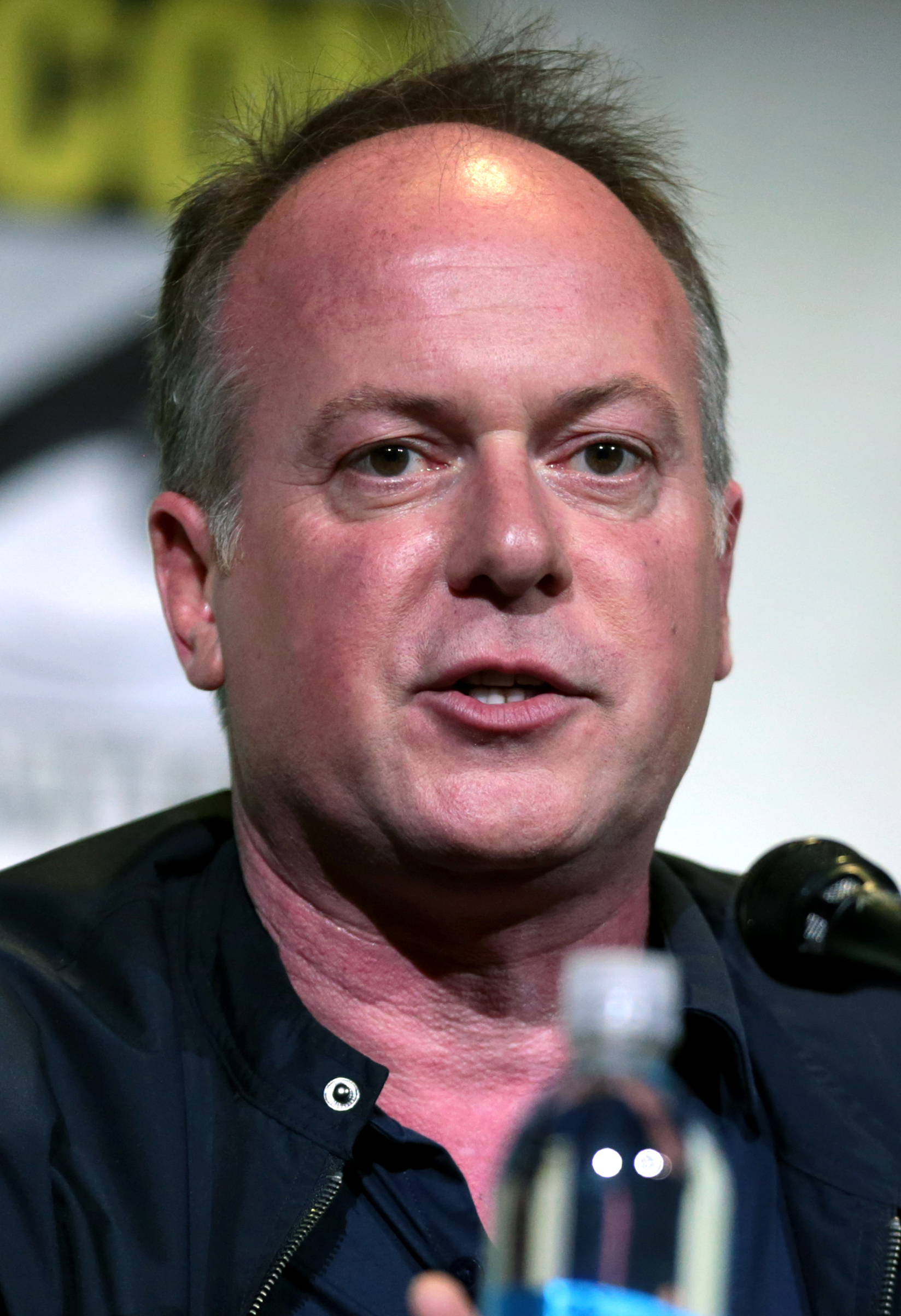
Tom McGrath
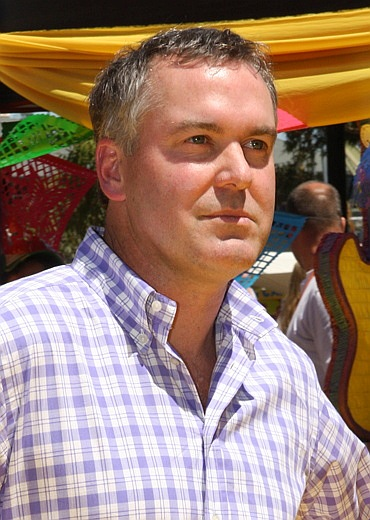
Chris Miller
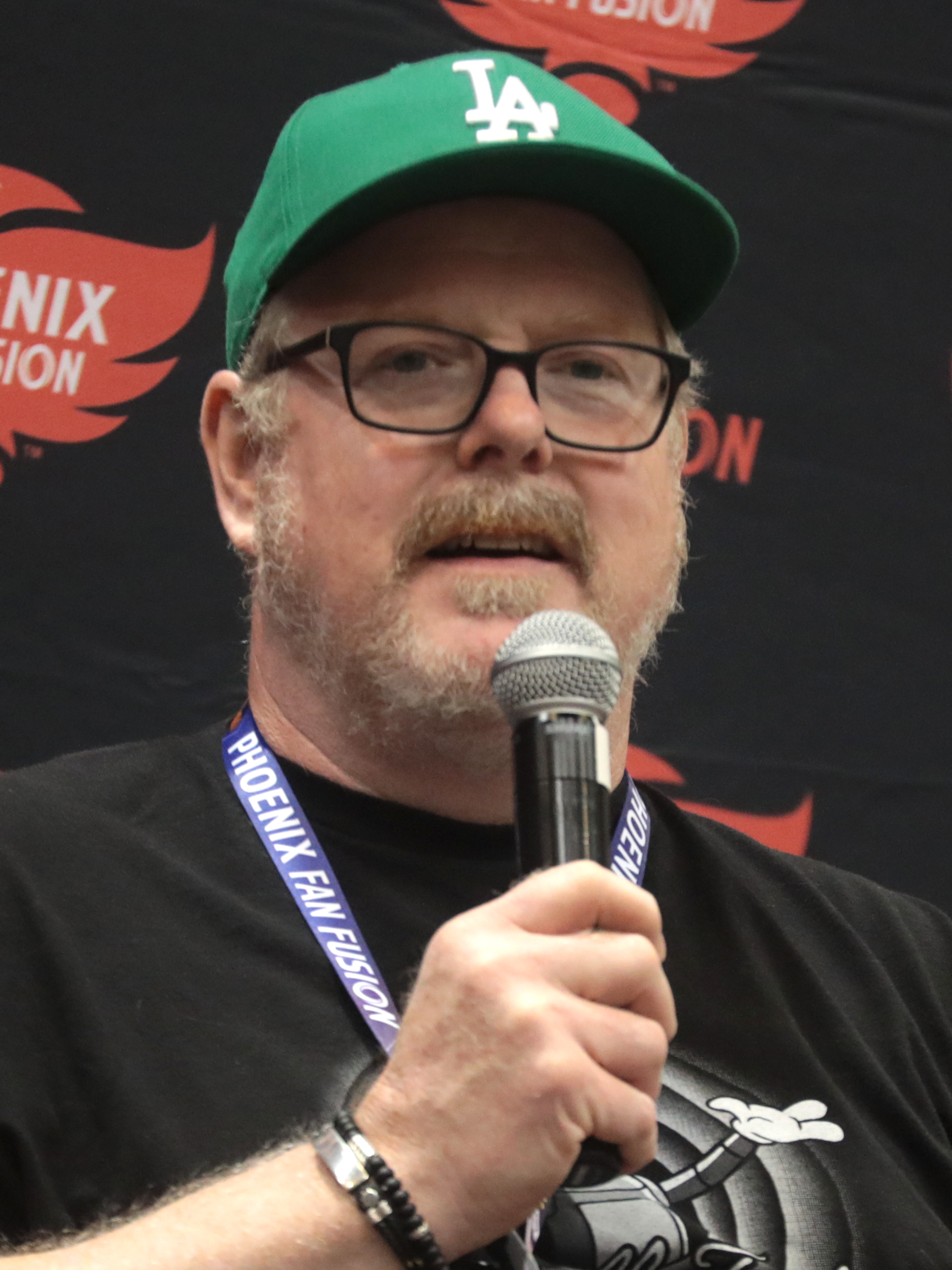
John DiMaggio
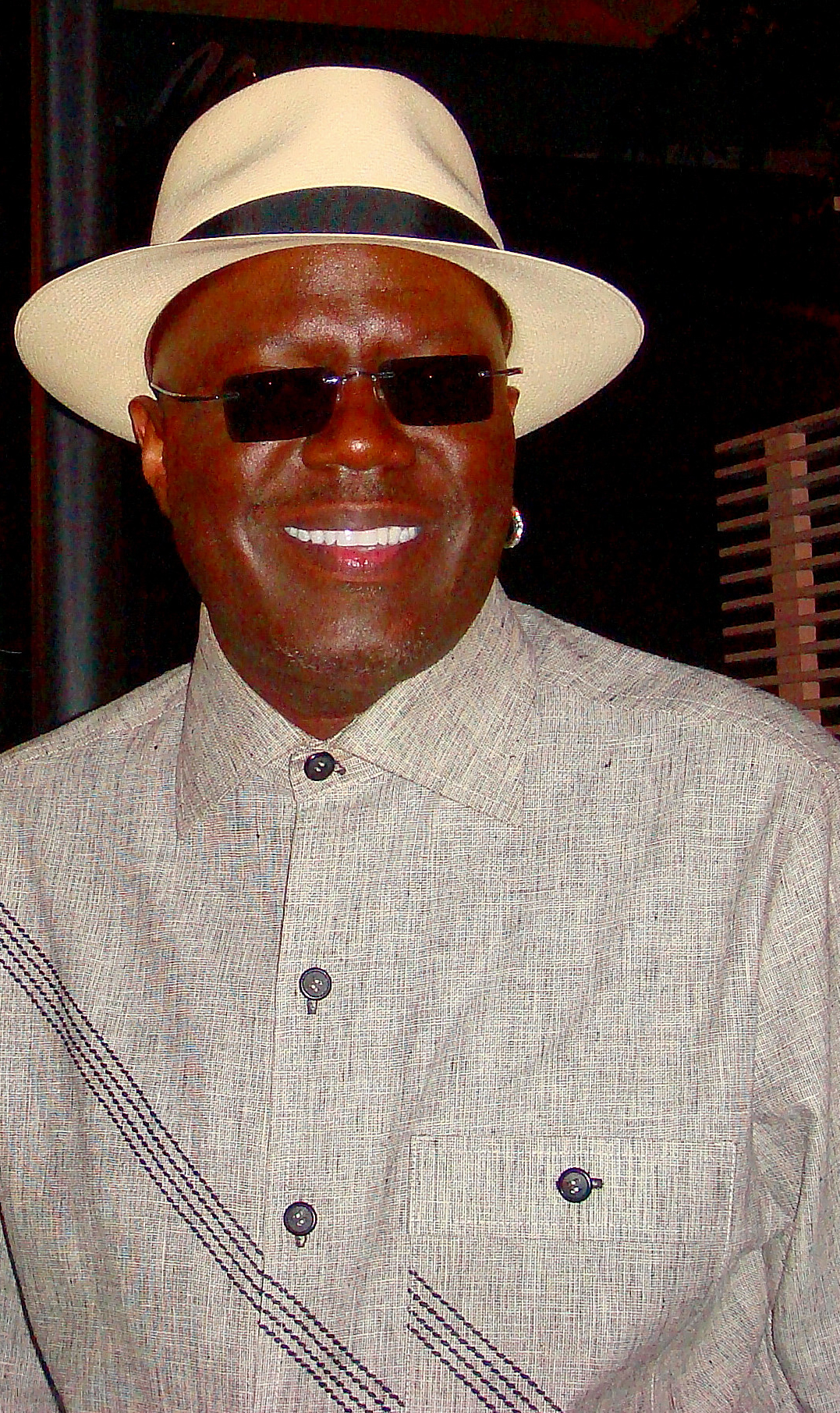
Bernie Mac
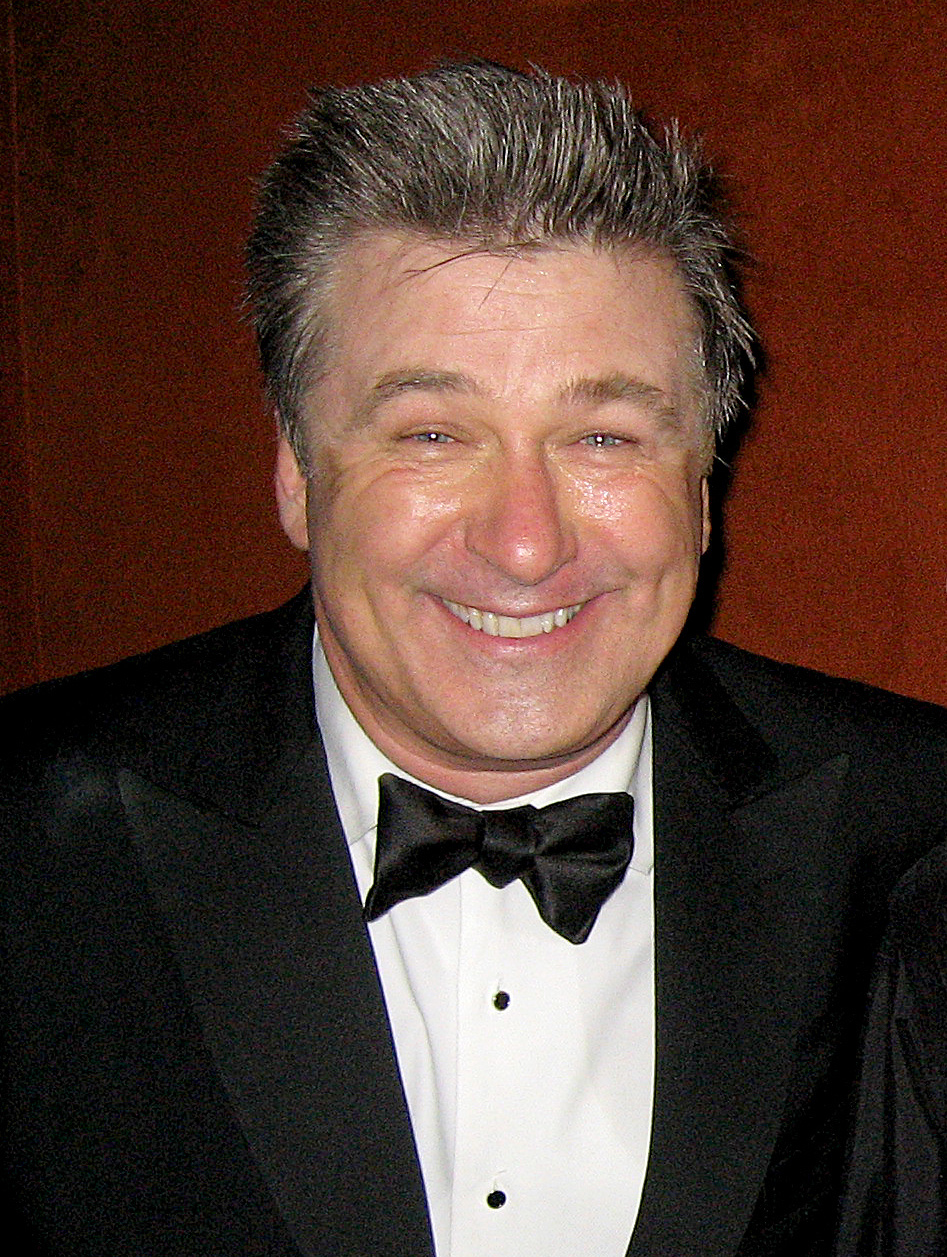
Alec Baldwin
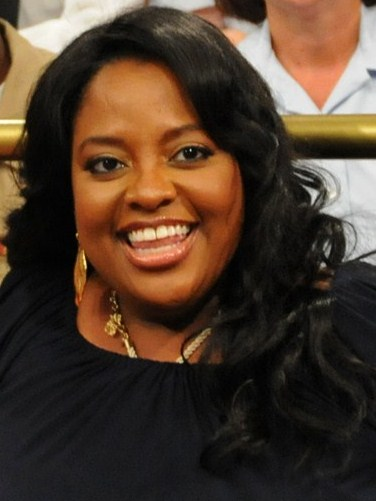
Sherri Shepherd
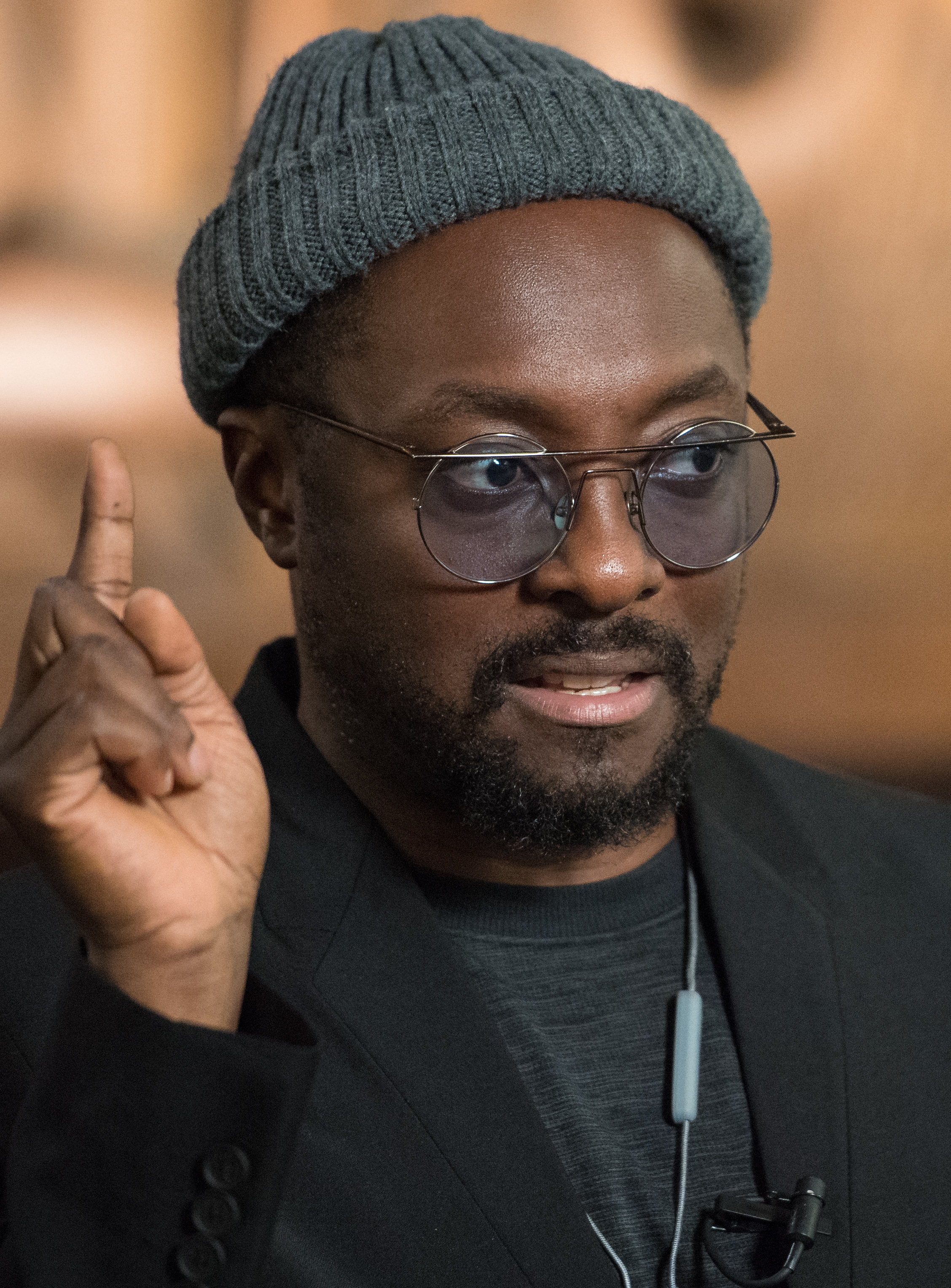
Will.i.am

### Voix originales
- Ben Stiller : Alex, le lion / Alakay
- Chris Rock : Marty, le zèbre
- David Schwimmer : Melman, la girafe
- Jada Pinkett Smith : Gloria, l'hippopotame
- Sacha Baron Cohen : King Julian, le lémurien
- Cedric the Entertainer : Maurice, le lémurien
- Andy Richter : Morty, le petit lémurien
- Bernie Mac : Zuba
- Sherri Shepherd : la mère d'Alex
- Alec Baldwin : Makunga
- Will.i.am : Moto Moto
- Elisa Gabrielli : Nana, la vieille femme
- Conrad Vernon : Mason, le chimpanzé
- Tom McGrath : Commandant, le manchot
- Chris Miller : Kowalski, le manchot
- John DiMaggio : Rico, le manchot
- Christopher Knights : soldat, le manchot
- Eric Darnell : Joe, une girafe
- Phil LaMarr : le guide du safari
- Danny Jacobs : un new-yorkais
- Fergie : une hippopotame
- Harland Williams : une girafe
- Fred Tatasciore : Teetsi, le lion
- Zachary Gordon : le jeune Melman
- Thomas Stanley : le jeune Marty
- Willow Smith : la jeune Gloria

### Voix françaises
- José Garcia : Alex, le lion / Alakey
- Anthony Kavanagh : Marty, le zèbre
- Jean-Paul Rouve : Melman, la girafe
- Marina Foïs : Gloria, l'hippopotame
- Michaël Youn : King Julian, le lémurien
- Marc Alfos : Maurice, le lémurien
- Emmanuel Garijo : Morty, le petit lémurien
- Patrick Floersheim : Mason, le chimpanzé
- Xavier Fagnon : Commandant, le manchot
- Gilles Morvan : Kowalski, le manchot
- Thierry Wermuth : Soldat, le manchot
- Philippe Catoire : Rico, le manchot
- Jean-Paul Pitolin : Zuba (père d'Alex)
- Géraldine Asselin : Maman (mère d'Alex)
- Serge Faliu : Makunga
- Doudou Masta : Moto Moto
- Jérémy Prévost : Bobby
- Luc Boulad : une girafe
- Françoise Armelle : Nana, la vieille dame

## Bande originale
| 1.    | Once Upon A Time In Africa     | 3:50 |
| 2.    | The Traveling Song             | 3:25 |
| 3.    | Party! Party! Party!           | 3:31 |
| 4.    | I Like To Move It              | 3:41 |
| 5.    | The Good, The Bad And The Ugly | 0:52 |
| 6.    | Big And Chunky                 | 3:21 |
| 7.    | Chums                          | 2:16 |
| 8.    | New York, New York             | 1:30 |
| 9.    | Volcano                        | 2:50 |
| 10.   | Rescue Me                      | 3:36 |
| 11.   | More Than A Feeling            | 4:45 |
| 12.   | She Loves Me                   | 1:43 |
| 13.   | Foofie                         | 2:39 |
| 14.   | Copacabana (At The Copa)       | 4:06 |
| 15.   | Monochromatic Friends          | 2:59 |
| 16.   | Best Friends                   | 2:25 |
| 17.   | Alex On The Spot               | 1:58 |
| 49:27 |                                |      |

## Accueil

### Accueil critique
Madagascar 2 a reçu des critiques généralement positives. Sur le site Rotten Tomatoes, il obtient un score de 64 % pour un total de 156 critiques et une note moyenne de 5,9/10, concluant : « Madagascar 2 est une amélioration par rapport à l'original, avec des personnages plus étoffés, une animation étonnante et un humour plus cohérent ». Sur Metacritic, le film obtient un score de 61 sur 100, sur la base de 25 critiques, indiquant des avis généralement favorables.
Roger Ebert du Chicago Sun-Times donne au film 3 étoiles sur 5 et décrit celui-ci comme étant un film brillant et plus engageant que le Madagascar d'origine.

### Box-office
Lors de son premier jour d'exploitation aux États-Unis et au Canada, Madagascar 2 se place à la tête du classement en rapportant 17 555 027 $ dans 4056 cinémas. Il conserve sa première place pour son week-end d'ouverture en gagnant 63 106 589 $. À la fin de son exploitation, le film se place comme le 8e plus gros succès en 2008 aux États-Unis.
En France, Madagascar 2 se place également à la tête du box-office avec 318 624 entrées pour son premier jour d'exploitation.
| Pays ou région    | Box-office        | Date d'arrêt du box-office | Nombre de semaines |
| ----------------- | ----------------- | -------------------------- | ------------------ |
| États-Unis Canada | 178 344 251 $     | 22 janvier 2009            | 11                 |
| France            | 5 248 793 entrées | 20 janvier 2009            | 7                  |
| Mondial           | 558 762 319 $     | 22 janvier 2009            | 12                 |